# Milano-Sanremo 2012
La Milano-Sanremo 2012, centotreesima edizione della corsa, si è disputata il 17 marzo 2012, per un percorso totale di 298 km. È stata vinta dall'australiano Simon Gerrans, che ha concluso in 6h59'24" con una media oraria di 42,632 km/h.

## Percorso
Il percorso rimane invariato rispetto all'edizione precedente. L'edizione 2012, partita da via della Chiesa Rossa a Milano, ha attraversato il Pavese e la provincia di Alessandria per poi entrare in Liguria, attraverso il Passo del Turchino, e immettersi sulla statale Aurelia, passando per i territori di Genova, Savona e Noli per poi affrontare l'ascesa dell'altopiano delle Manie (4,7 km, con pendenza media del 6,7% e massima dell'11%). Dopo aver asceso le Manie, la corsa attraverserà Finale Ligure prima di raggiungere la provincia di Imperia passando per Capo Mele, Capo Cervo e Capo Berta.
Da San Lorenzo al Mare incomincia l'ascesa della Cipressa (5,6 km, con pendenza media del 4,1% e massima del 9%), penultima salita prima del Poggio di Sanremo (3,7 km, con pendenza media del 3,7% e massima dell'8%) situato a 10 km dal traguardo. L'arrivo a Sanremo è posto sul Lungomare Italo Calvino.

## Squadre e corridori partecipanti
La RCS Sport, organizzatrice dell'evento, ha invitato venticinque squadre ciclistiche, il numero massimo possibile secondo i regolamenti per le prove UCI World Tour. Oltre alla presenza obbligatoria degli UCI ProTeam, sono stati invitati sette UCI Professional Continental Team, Acqua & Sapone, Colnago-CSF, Colombia-Coldeportes, Farnese Vini-Selle Italia, Project 1T4I, Team Type 1-Sanofi e Utensilnord-Named.
| N.      | Cod. | Squadra                   |
| ------- | ---- | ------------------------- |
| 1-8     | GEC  | GreenEDGE Cycling Team    |
| 11-18   | ASA  | Acqua e Sapone            |
| 21-28   | ALM  | AG2R La Mondiale          |
| 31-38   | AST  | Astana Pro Team           |
| 41-48   | BMC  | BMC Racing Team           |
| 51-58   | COL  | Colombia-Coldeportes      |
| 61-68   | COG  | Colnago-CSF Inox          |
| 71-78   | EUS  | Euskaltel-Euskadi         |
| 81-88   | FAR  | Farnese Vini-Selle Italia |
| 91-98   | FDJ  | FDJ-BigMat                |
| 101-108 | GAR  | Team Garmin-Barracuda     |
| 111-118 | KAT  | Katusha Team              |
| 121-128 | LAM  | Lampre-ISD                |

| N.      | Cod. | Squadra                |
| ------- | ---- | ---------------------- |
| 131-138 | LIQ  | Liquigas-Cannondale    |
| 141-148 | LTB  | Lotto-Belisol Team     |
| 151-158 | MOV  | Movistar Team          |
| 161-168 | OPQ  | Omega Pharma-Quickstep |
| 171-178 | PRO  | Project 1T4I           |
| 181-188 | RAB  | Rabobank Cycling Team  |
| 191-198 | RNT  | RadioShack-Nissan      |
| 201-208 | SKY  | Sky Procycling         |
| 211-218 | SAX  | Team Saxo Bank         |
| 221-228 | UNA  | Utensilnord-Named      |
| 231-238 | TT1  | Team Type 1-Sanofi     |
| 241-248 | VCD  | Vacansoleil-DCM        |

## Resoconto degli eventi

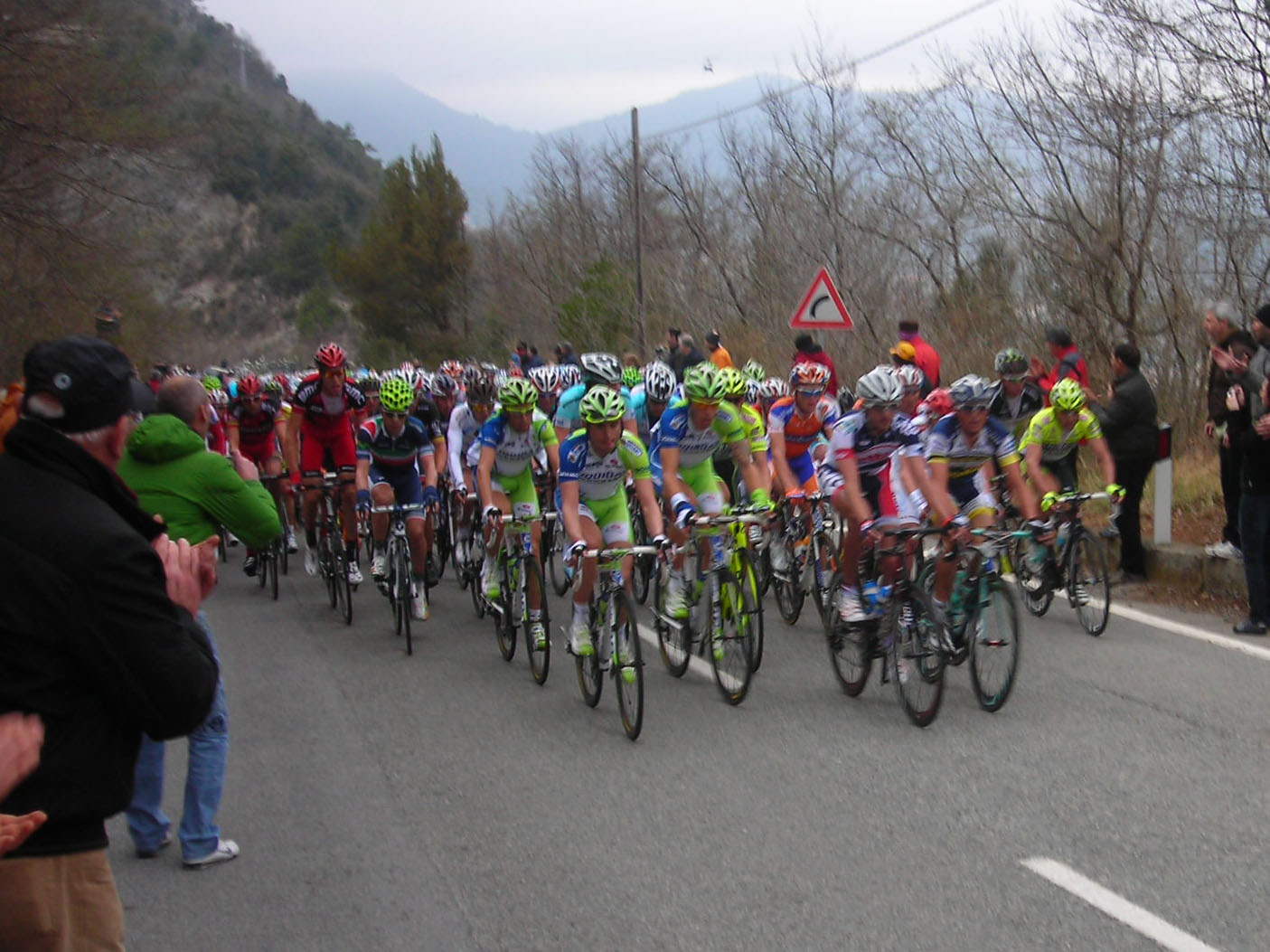
Il gruppo sulle Manie.

Parteciparono Óscar Freire, Alessandro Petacchi, Filippo Pozzato, Fabian Cancellara, Mark Cavendish e Matthew Goss, già vincitori delle passate edizioni. Il maggiore favorito restava comunque Cavendish, anche se tra gli altri favoriti vi erano, oltre ai passati vincitori, Tom Boonen, Tyler Farrar, André Greipel, Heinrich Haussler, Peter Sagan, Thor Hushovd e Philippe Gilbert.
Al chilometro zero partirono subito in fuga il cinese Ji Cheng (Project 1T4I) e Laengen (Team Type 1-Sanofi), a cui si aggiunsero dopo 4 chilometri Gruzdev, Suárez, Pagani, Oroz, De Negri, Mørkøv e Berdos. Dopo 15 chilometri, i 9 fuggitivi guadagnarono un vantaggio di 7'15" sul gruppo, mentre al chilometro 80 raggiunsero il vantaggio massimo di 13'28". Superato il Passo del Turchino, il gruppo, tirato dalla Sky, cominciò a recuperare diversi minuti sui fuggitivi, che affrontarono in testa la salita delle Manie; poco dopo anche il gruppo attaccò la salita, e dopo pochi chilometri venne subito segnalato in difficoltà uno dei principali favoriti, il britannico Mark Cavendish (Sky). Il gruppo si spezzò e dietro rimasero una trentina di corridori con Cavendish in estrema difficoltà, aiutato dai suoi compagni a rientrare. Nella discesa dall'altipiano delle Manie cadde il colombiano Quintero, che venne immediatamente trasportato in ospedale con un trauma cranico.
Sulla via Aurelia non riuscì l'aggancio del gruppo con Cavendish al gruppo principale, che intanto aveva ripreso i 9 fuggitivi nei pressi di Capo Berta. Il gruppo procedette compatto fino all'inizio della salita della Cipressa: a metà salita vi furono alcuni tentativi di evadere dal gruppo tirato da Valerio Agnoli (Liquigas-Cannondale), tra i quali quello dello spagnolo Francisco Vila (Utensilnord-Named) e dell'olandese Johnny Hoogerland (Vacansoleil-DCM). Quasi arrivati allo scollinamento, una caduta coinvolse Philippe Gilbert con Pierre Rolland, Danilo Di Luca, Jelle Vanendert, Christophe Riblon, che rimasero così attardati dal gruppo principale, che intanto si avvicinava all'ultima salita, il Poggio di Sanremo. Appena incominciata la salita attaccò Agnoli, ma il gruppo rinvenne subito: quasi alla fine della salita, scattò Vincenzo Nibali (Liquigas-Cannondale), seguito immediatamente da Fabian Cancellara (RadioShack-Nissan) e Simon Gerrans (GreenEDGE).
I tre riuscirono a guadagnare un centinaio di metri sul gruppo, e grazie all'azione di Cancellara mantennero l'esiguo vantaggio fino alla fine della discesa. Lo svizzero continuò a tirare senza ricevere cambi da Nibali e Gerrans, mantenendo così 5 secondi di vantaggio sul gruppo. All'arrivo, mentre il gruppo lanciava la volata con Peter Sagan (Liquigas-Cannondale), John Degenkolb, Óscar Freire e altri velocisti, i tre fuggitivi riuscirono ad anticiparli, con Simon Gerrans che batté Fabian Cancellara e Vincenzo Nibali; la volata dei battuti fu vinta da Peter Sagan.

## Ordine d'arrivo (Top 10)
| Pos. | Corridore         | Squadra      | Tempo    |
| ---- | ----------------- | ------------ | -------- |
| 1    | Simon Gerrans     | GreenEDGE    | 6h59'24" |
| 2    | Fabian Cancellara | RadioShack   | s.t.     |
| 3    | Vincenzo Nibali   | Liquigas     | s.t.     |
| 4    | Peter Sagan       | Liquigas     | a 2"     |
| 5    | John Degenkolb    | Project 1T4I | s.t.     |
| 6    | Filippo Pozzato   | Farnese Vini | s.t.     |
| 7    | Óscar Freire      | Katusha Team | s.t.     |
| 8    | Alessandro Ballan | BMC          | s.t.     |
| 9    | Daniel Oss        | Liquigas     | s.t.     |
| 10   | Daniele Bennati   | RadioShack   | s.t.     |

## Punteggi UCI
| Pos. | Corridore         | Squadra      | Punti |
| ---- | ----------------- | ------------ | ----- |
| 1    | Simon Gerrans     | GreenEDGE    | 100   |
| 2    | Fabian Cancellara | RadioShack   | 80    |
| 3    | Vincenzo Nibali   | Liquigas     | 70    |
| 4    | Peter Sagan       | Liquigas     | 60    |
| 5    | Óscar Freire      | Katusha Team | 30    |
| 6    | Alessandro Ballan | BMC          | 20    |
| 7    | Daniel Oss        | Liquigas     | 10    |
| 8    | Daniele Bennati   | RadioShack   | 4     |

| Pos. | Squadra                | Punti |
| ---- | ---------------------- | ----- |
| 1    | Liquigas-Cannondale    | 140   |
| 2    | GreenEDGE Cycling Team | 100   |
| 3    | RadioShack-Nissan      | 84    |
| 4    | Katusha Team           | 30    |
| 5    | BMC Racing Team        | 20    |

| Pos. | Nazione    | Punti |
| ---- | ---------- | ----- |
| 1    | Italia     | 104   |
| 2    | Australia  | 100   |
| 3    | Svizzera   | 80    |
| 4    | Slovacchia | 60    |
| 5    | Spagna     | 30    |